# Sunday Morning (canción de No Doubt)
«Sunday Morning» es una canción escrita por Tony Kanal, Gwen Stefani y Eric Stefani para el tercer álbum de la banda No Doubt, titulado Tragic Kingdom que fue lanzado en 1995. La canción fue lanzada al mercado como el quinto sencillo del álbum en 1997.

## Información de la canción
La composición de la canción se inició después de que Tony Kanal tuviese una pelea con Gwen Stefani, quien en esa época era su novia, en la residencia de sus padres en Yorba Linda, California. Posteriormente, Stefani cambió la letra para expresar cómo estaba enfrentando el fin de su relación con Kanal.

## Video musical
El vídeo musical correspondiente a «Sunday Morning» fue dirigido por Sophie Muller y fue el quinto y último vídeo producido por Tragic Kingdom. Originalmente se le pidió a Muller que trabajara con el grupo para «Just a Girl» en 1995, pero la oportunidad fracasó. Sin embargo, más tarde tuvo la oportunidad de dirigir el vídeo musical de «Don't Speak» ese mismo año. Después de lanzar ese video, la banda determinó que querían que el siguiente filmado usara un concepto opuesto. Durante una entrevista con la revista Complex en 2012, Dumont habló sobre el significado del vídeo musical de «Sunday Morning»:

«Ese video solo intentaba capturar ese tipo de historia realmente simple, tonta y dulce de nuestra amistad. Especialmente después de 'Don't Speak', porque el video de 'Don't Speak' trataba sobre nosotros peleando, y ¿quién quería volver a eso? Ambos videos eran ficticios, pero cubrían diferentes aspectos de nuestra amistad».

### Sinopsis
El vídeo comienza con No Doubt comenzando a interpretar «Sunday Morning» en un pequeño garaje. Su música capta la atención de un hombre solitario (Terry Hall) que pasa junto a ellos y decide verlos tocar desde un columpio cercano. Cuando comienza el coro de la canción, Stefani se sienta en una silla, se pone un par de zapatos de leopardo y sale del garaje para comprar en una tienda de comestibles cercana. Mientras compra varias latas de salsa de tomate en la tienda, los otros miembros de la banda comienzan a preparar la cena en la cocina. Mientras Stefani corta un tomate en rodajas con un cuchillo, se corta el dedo y Dumont accidentalmente deja caer una tetera con salsa de espagueti al suelo. Ella y Dumont limpian el desorden y entran al patio trasero para comenzar la comida. Mientras come, Dumont inicia una pelea por comida y los demás se unen. El video termina con Hall observando al grupo desde lejos.

## Lista de canciones
1. «Sunday Morning»
2. «Sunday Morning» (En vivo)
3. «Oi to the World»
4. «By the Way» (Versión acústica)

### Lista de canciones en la versiónAustraliana
1. «Sunday Morning» – 4:14
2. «Just A Girl» (En vivo) – 5:37
3. «Don't Speak» (En vivo) – 5:26
4. «Hey You» (En vivo) – 3:20
5. «Get on the Ball» – 3:32

## Posicionamiento en listas
| Lista (1997)                        | Mejor posición |
| ----------------------------------- | -------------- |
| Australia (ARIA)                    | 21             |
| Canadá (RPM Top Singles)            | 33             |
| Canadá (RPM Adult Contemporary)     | 41             |
| Canadá (RPM Rock/Alternative)       | 21             |
| Escocia (OCC)                       | 41             |
| Estados Unidos (Mainstream Top 40)  | 35             |
| Islandia (Íslenski Listinn Topp 40) | 2              |
| Nueva Zelanda (Recorded Music NZ)   | 42             |
| Reino Unido (UK Singles Chart)      | 50             |
| Suecia (Sverigetopplistan)          | 55             |

| Lista (1997)                | Posición |
| --------------------------- | -------- |
| Australia (ARIA)            | 84       |
| Islandia (Íslenski Listinn) | 10       |

## Certificaciones
| País           | Organismo certificador | Certificación | Unidades certificadas / Ventas |
| -------------- | ---------------------- | ------------- | ------------------------------ |
| Australia      | ARIA                   | Oro           | 35 000                         |
| Estados Unidos | RIAA                   | Oro           | 500 000                        |

## Créditos y personal
Los créditos se obtienen de las notas de Tragic Kingdom.
| No Doubt - Gwen Stefani – escritura, voz. - Tony Kanal – escritura, bajo. - Adrian Young – batería, percusión. - Tom Dumont – guitarra. Otros músicos - Eric Stefani – escritura, teclados, piano. - Phil Jordan – trompeta. | Otro personal - Matthew Wilder – productor. - Robert Vosgien – masterización. - David Holman – mezcla. - Paul Palmer – mezcla. - Phil Kaffel – grabación. - George Landress – grabación. |